# Meiocarpidium
Meiocarpidium, biljni rod porodice Annonaceae smješten u vlastitu potporodicu Meiocarpidioideae. Jedina vrsta je M. oliverianum iz tropske Afrike (Kamerun; Gabon; Kongo; Ekvatorijalna Gvineja; Srednjoafrička Republika)
To je drvo i raste prvenstveno u vlažnim tropskim biomima.

## Sinonimi
- Meiocarpidium lepidotum (Oliv.) Engl. & Diels
- Unona lepidota Oliv.
- Unona oliveriana Baill.
- Uvaria zenkeri Engl. ex Engl. & Diels